# Émile Regnault de Maulmain
Émile Regnault de Maulmain, né le 1er janvier 1836 à Lons-le-Saunier, et mort le 7 novembre 1897 à Nevy-sur-Seille, est un peintre français.

## Biographie
Marie Joseph Victor Émile Regnault est le fils de Marie François Victor Regnault, propriétaire, et de Marie Louise Anatolie Émilie Grandvaux.
Élève de Louis Lamothe et d'Alberto Pasini, il expose au Salon de 1863 à 1889.
En 1866, il épouse Claire Françoise Marie de Toytot.
En 1878, il ajoute officiellement à son patronyme le nom de de Maulmain.
Il se blesse à son domicile de Nevy-sur-Seille en manipulant un revolver chargé. Il meurt quelques jours plus tard, à l'âge de 61 ans.

## Œuvres exposées aux Salons parisiens
(sauf mention)
- Le matin de la Saint-Valentin, au Salon de 1863
- Famille arabe en voyage, au Salon de 1865
- Les boutiques de la rue Kléber, à Alger, au Salon de 1866
- Marché arabe, au Salon de 1869
- Le gué d’El-Kantara (province de Constantine), au Salon de 1874
- Attendant l’audience du Pacha, au Salon de 1882
- Abreuvoir en Algérie, au Salon de 1883
- Bords du lac de Tunis, au Salon de 1884
- Un intérieur de cour ; Jura, au Salon de 1886
- Une rue au Caire, au Salon de 1886 (Mulhouse)
- Entrée de village ; Franche-Comté, au Salon de 1888
- Le pigeonnier du château de Domblans, au Salon de 1889